# Le Jour d'après (documentaire)
Pour les articles homonymes, voir Le Jour d'après et Aftermath.
Le Jour d'après (Aftermath) une série documentaire canadienne réalisée en 2010 par Rob Minkoff, et diffusée en 2017 en France sur National Geographic Channel.

## Synopsis
Chaque film examine de façon critique les différents scénarios qui bouleverseraient l’humanité et amèneraient à la disparition presque systématique de celle-ci, à la suite de changements climatiques, de bouleversements astrologiques, ou de dérives de l'activité humaine.

## Liste des épisodes
- Le Monde après les humains (Aftermath: Population Zero)
- À court de pétrole
- Surpopulation humaine
- La Terre cesse de tourner
- Le soleil s'éteint